# Anton von Wasserfall
Anton Edler von Wasserfall (* 7. Januar 1803 in Wien; † 19. März 1871) war ein österreichischer Advokat und Politiker.

## Leben
Von Wasserfall studierte Rechtswissenschaften und lebte als Advokat in Graz. Im Rahmen der Revolution von 1848/1849 im Kaisertum Österreich wurde er in den provisorischen Steiermärkischen Landtag gewählt. Dieser wählte ihn in den Ständischen Zentralausschuss, der eine Verfassung für das Kaisertum Österreich erarbeitete.
Nach der Einrichtung von regulären Landtagen in Österreich wurde er 1861 in den Landtag der Steiermark gewählt. Bis 1870 gehörte er auch dem Landesausschuss an. Nach den Wahlen des Jahres 1870 schied er aus dem Parlament aus.